# Bellator 39
Bellator XXXIX foi um evento de MMA organizado pelo Bellator Fighting Championships, ocorrido em 2 de Abril de 2011 no Mohegan Sun Arena em Uncasville, Connecticut. O card contou com uma luta das Semi-Finais dos Torneios de Meio Médios e Leves do Bellator. O evento foi transmitido ao vivo na MTV2.

## Background
A luta da Semifinal do Torneio de Leves entre Toby Imada e Patricky Freire aconteceria no Bellator 40.
Em uma mudança não anunciada pela promoção, Luiz Azeredo foi colocado na luta contra Matt Veach no card preliminar.
O evento acumulou 174,000 telespectadores na MTV2.